# 해남군의 국회의원

## 행정구역 변천
- 1945년 8월 15일 전라남도 해남군
- 1983년 2월 15일 북평면이 북일면으로 분면

## 해남군의 역대 국회의원 일람
| 대수         | 이름           | 소속정당           | 임기                               | 선거구역                                                    |  |
| ------------ | -------------- | ------------------ | ---------------------------------- | ----------------------------------------------------------- |  |
| 제1대        | 송봉해(宋鳳海) | 대한독립촉성국민회 | 1948년 5월 31일 ~ 1950년 5월 30일  | 해남군 갑: 해남면 삼산면 화산면 현산면 송지면 북평면 옥천면 |  |
| 제1대        | 이성학(李聖學) | 대동청년단         | 1948년 5월 31일 ~ 1950년 5월 30일  | 해남군 을: 계곡면 마산면 황산면 산이면 문내면 화원면        |  |
| 제2대        | 윤영선(尹泳善) | 민주국민당         | 1950년 5월 31일 ~ 1954년 5월 30일  | 해남군 갑: 해남면 삼산면 화산면 현산면 송지면 화평면 옥천면 |  |
| 제2대        | 박기배(朴祺培) | 무소속             | 1950년 5월 31일 ~ 1954년 5월 30일  | 해남군 을: 계곡면 마산면 봉산면 산이면 문내면 화원면        |  |
| 제3대        | 김병순(金炳淳) | 자유당             | 1954년 5월 31일 ~ 1958년 5월 30일  | 해남군 갑: 해남면 삼산면 화산면 현산면 송지면 화평면 옥천면 |  |
| 제3대        | 민영남(閔泳南) | 무소속             | 1954년 5월 31일 ~ 1958년 5월 30일  | 해남군 을: 계곡면 마산면 봉산면 산이면 문내면 화원면        |  |
| 제4대        | 김병순(金炳淳) | 자유당             | 1958년 5월 31일 ~ 1960년 7월 28일  | 해남군 갑: 해남면 삼산면 화산면 현산면 송지면 북평면 옥천면 |  |
| 제4대        | 김석진(金石辰) | 자유당             | 1958년 5월 31일 ~ 1960년 7월 28일  | 해남군 을: 계곡면 마산면 황산면 산이면 문내면 화원면        |  |
| 제5대 민의원 | 홍광표(洪珖杓) | 무소속             | 1960년 7월 29일 ~ 1961년 5월 16일  | 해남군 갑: 해남면 삼산면 화산면 현산면 송지면 북평면 옥천면 |  |
| 제5대 민의원 | 김채용(金采庸) | 민주당             | 1960년 7월 29일 ~ 1961년 5월 16일  | 해남군 을: 계곡면 마산면 황산면 산이면 문내면 화원면        |  |
| 제6대        | 민영남(閔泳南) | 자유민주당         | 1963년 12월 17일 ~ 1967년 6월 30일 | 해남군 일원                                                 |  |
| 제7대        | 김병순(金柄淳) | 민주공화당         | 1967년 7월 1일 ~ 1971년 6월 30일   | 해남군 일원                                                 |  |
| 제8대        | 임충식(任忠植) | 민주공화당         | 1971년 7월 1일 ~ 1972년 10월 17일  | 해남군 일원                                                 |  |
| 제9대        | 임충식(任忠植) | 민주공화당         | 1973년 3월 12일 ~ 1974년 12월 9일  | 해남군·진도군 일원                                          |  |
| 제9대        | 박귀수(朴貴洙) | 무소속             | 1973년 3월 12일 ~ 1979년 3월 11일  | 해남군·진도군 일원                                          |  |
| 제10대       | 김봉호(金琫鎬) | 민주공화당         | 1979년 3월 12일 ~ 1980년 10월 27일 | 해남군·진도군 일원                                          |  |
| 제10대       | 임영득(任煐得) | 무소속             | 1979년 3월 12일 ~ 1980년 10월 27일 | 해남군·진도군 일원                                          |  |
| 제11대       | 이성일(李成一) | 한국국민당         | 1981년 4월 11일 ~ 1985년 4월 10일  | 해남군·진도군 일원(제10선거구)                              |  |
| 제11대       | 민병초(閔炳楚) | 민주한국당         | 1981년 4월 11일 ~ 1985년 4월 10일  | 해남군·진도군 일원(제10선거구)                              |  |
| 제12대       | 정시채(丁時采) | 민주정의당         | 1985년 4월 11일 ~ 1988년 5월 29일  | 해남군·진도군 일원(제10선거구)                              |  |
| 제12대       | 김봉호(金琫鎬) | 신정사회당         | 1985년 4월 11일 ~ 1988년 5월 29일  | 해남군·진도군 일원(제10선거구)                              |  |
| 제13대       | 김봉호(金琫鎬) | 평화민주당         | 1988년 5월 30일 ~ 1992년 5월 29일  | 해남군·진도군 일원                                          |  |
| 제14대       | 김봉호(金琫鎬) | 민주당             | 1992년 5월 30일 ~ 1996년 5월 29일  | 해남군·진도군 일원                                          |  |
| 제15대       | 김봉호(金琫鎬) | 새정치국민회의     | 1996년 5월 30일 ~ 2000년 5월 29일  | 해남군·진도군 일원                                          |  |
| 제16대       | 이정일(李正一) | 무소속             | 2000년 5월 30일 ~ 2004년 5월 29일  | 해남군·진도군 일원                                          |  |
| 제17대       | 이정일(李正一) | 새천년민주당       | 당선 무효                          | 해남군·진도군 일원                                          |  |
| 제17대       | 채일병(蔡日炳) | 민주당             | 2006년 10월 26일 ~ 2008년 5월 29일 | 해남군·진도군 일원                                          |  |
| 제18대       | 김영록(金瑛錄) | 무소속             | 2008년 5월 30일 ~ 2012년 5월 29일  | 해남군·완도군·진도군 일원                                   |  |
| 제19대       | 김영록(金瑛錄) | 민주통합당         | 2012년 5월 30일 ~ 2016년 5월 29일  | 해남군·완도군·진도군 일원                                   |  |
| 제20대       | 윤영일(尹泳一) | 국민의당           | 2016년 5월 30일 ~                  | 해남군·완도군·진도군 일원                                   |  |
| 제21대       | 윤재갑(尹才鉀) | 더불어민주당       | 2020년 5월 30일 ~ 2024년 5월 29일  | 해남군·완도군·진도군 일원                                   |  |
| 제22대       | 박지원(朴智元) | 더불어민주당       | 2024년 5월 30일 ~                  | 해남군·완도군·진도군 일원                                   |  |

## 같이 보기
- 진도군의 국회의원
- 완도군의 국회의원
- 강진군의 국회의원
- 해남군·진도군
- 해남군·완도군·진도군